# محافظة دير البلح
محافظة دير البلح أو المحافظة الوسطى محافظة فلسطينية تتوسط قطاع غزة، وتضم كلاً من النصيرات والمغازي والبريج ومدينة دير البلح والزوايدة وبلدة المصدر ووادي السلقا.

## السكان
يبلغ عدد سكان محافظة دير البلح بمناطقها كافة 205,414 نسمة حسب التعداد العام للسكان الصادر عن الجهاز المركزي للإحصاء الفلسطيني للعام 2007.[بحاجة لمصدر]

### الخصائص السكانية
المجتمع المقيم في محافظة دير البلح ما زال فتياً، حيث بلغ عدد السكان الذين تتراوح أعمارهم بين 0-14 سنة في المحافظة 86,280 فرداً يشكلون ما نسبته 43.0 % من مجمل سكان المحافظة.ويذكر أن عدد السكان الفلسطينيين في المحافظة الذين لديهم صعوبة واحدة على الأقل 9,201 فرداً يشكلون ما نسبته 4.6 % من مجمل السكان في المحافظة.[بحاجة لمصدر]

### الخصائص الاجتماعية
يبلغ عدد الأسر  في المحافظة حوالي 31,340 أسرة, ومتوسط حجم الأسرة 6.4 فرداً. وتبلغ نسبة البطالة 27.7%. تصل نسبة الحاصلين على مؤهل بكالوريوس فأعلى 10.4%, أما نسبة الاميّة فتبلغ 4.9% للعام 2007.[بحاجة لمصدر]

## المحافظون
- غ/م
- عبد الله أبو سمهدانة منذ عام 2004 وحتى 1 أبريل 2020.
- غ/م